# Trąbki (gromada w powiecie garwolińskim)
Trąbki – dawna gromada, czyli najmniejsza jednostka podziału terytorialnego Polskiej Rzeczypospolitej Ludowej w latach 1954–1972.
Gromady, z gromadzkimi radami narodowymi (GRN) jako organami władzy najniższego stopnia na wsi, funkcjonowały od reformy reorganizującej administrację wiejską przeprowadzonej jesienią 1954 do momentu ich zniesienia z dniem 1 stycznia 1973, tym samym wypierając organizację gminną w latach 1954–1972.
Gromadę Trąbki z siedzibą GRN w Trąbkach utworzono – jako jedną z 8759 gromad na obszarze Polski – w powiecie garwolińskim w woj. warszawskim, na mocy uchwały nr VI/10/2/54 WRN w Warszawie z dnia 5 października 1954. W skład jednostki wszedł obszar dotychczasowej gromad Trąbki ze zniesionej gminy Wola Rębkowska oraz obszary dotychczasowych gromad Wygoda i Żabieniec wraz z kolonią Michalin z dotychczasowej gromady Choiny ze zniesionej gminy Parysów w tymże powiecie. Dla gromady ustalono 17 członków gromadzkiej rady narodowej.
31 grudnia 1961 gromadę zniesiono, włączając jej obszar do gromad: Pilawa (wsie Trąbki i Wygoda oraz osada Czechy) i Parysów (wsie Poschła i Żabieniec) w tymże powiecie.